# Rivière Lapointe
Rivière Lapointe är ett vattendrag i Kanada.   Det ligger i provinsen Québec, i den östra delen av landet, 600 km nordost om huvudstaden Ottawa. Rivière Lapointe ligger vid sjön Lac du Goéland.
I omgivningarna runt Rivière Lapointe växer i huvudsak blandskog. Trakten runt Rivière Lapointe är nära nog obefolkad, med mindre än två invånare per kvadratkilometer.